# Linha de sucessão ao trono dinamarquês

A linha de sucessão ao trono dinamarquês é definida pelo Ato de Sucessão à Coroa Dinamarquesa adotado em 5 de junho de 1953, e que restringe o trono a descendentes de Cristiano X e sua mulher Alexandrina de Mecklenburg-Schwerin, e casamentos legítimos. Por alteração da lei em 2009, a sucessão é definida por primogenitura absoluta, independente do sexo da pessoa na linha de sucessão.
Os herdeiros perdem, assim, o seu direito ao trono se casarem sem a permissão do monarca, dada no Conselho de Estado Dinamarquês. Os indivíduos nascidos dinásticos que casarem sem autorização do monarca, perdem os seus direitos de sucessão ao trono, bem como os seus descendentes. Além disso, no momento de aprovar um casamento, o monarca pode impor condições que devem ser cumpridas de forma a que descendência resultante do casamento possa usufruir do direito sucessório. A Parte II, Secção 9 da constituição dinamarquesa de 5 de junho de 1953, prevê que o parlamento irá eleger um rei e determinar uma nova linha de sucessão, caso a linha de descendentes do rei Cristiano X da Dinamarca seja extinta.

## Ordem de sucessão atual
A atual ordem de sucessão se baseia nos descendentes da monarca a Rainha Margarida II (n. 1940), incluindo no final sua irmã solteira.  No discurso de ano novo de 2024, a rainha anunciou a sua abicação em favor do filho Frederico, que subirá ao trono em janeiro de 2024, com o número ordinal Frederico X.
- Frederico IX da Dinamarca (1899-1972)
  -  Margarida II da Dinamarca (1940- )
    - Frederico X da Dinamarca (filho mais velho de Margarida; n. 1968)
      - (1)  Príncipe Cristiano (filho mais velho de Frederico; n. 2005)
      - (2)  Princesa Isabel (n. 2007)
      - (3)  Príncipe Vicente (n. 2011)
      - (4)  Princesa Josefina (n. 2011)

    - (5)  Príncipe Joaquim (segundo filho de Margarida; n. 1969)
      - (6) Príncipe Nicolau (filho mais velho de Joaquim; n. 1999)
      - (7) Príncipe Félix (n. 2002)
      - (8) Príncipe Henrique (n. 2009)
      - (9) Princesa Atena (n. 2012)

  - (10)  Princesa Benedita (irmã de Margarida II; n. 1944)

Nota: Veja toda a lista de monarcas até Margarida II em A Linhagem Real

## História
Antes de 1953 a lei de sucessão dinamarquesa era a lei sálica. O monarca, em 1953, o rei Frederico IX da Dinamarca, teve três filhas, mas não filhos varões. Nos termos da lei sálica, o herdeiro ao trono era príncipe Canuto, Príncipe Hereditário da Dinamarca, o irmão mais novo do rei era muito menos popular do que o rei. Além disso, Canuto foi acusado de apoiar o movimento nazista durante a Segunda Guerra Mundial. Esses fatores, combinados com uma convicção de que a lei sálica estava desatualizada, resultaram na circulação de alterar o direito sucessório, para que a primeira nascida de Frederico, a então princesa Margarida, pudesse herdar o trono e ser rainha reinante dinamarquesa.
Canuto tinha três filhos. Ingolf perdeu os seus direitos ao trono em 1968, quando casou sem a permissão do monarca. A ele foi dado o título de conde de Rosenborg na altura. Do mesmo modo, o filho mais novo de Canuto, o Cristiano, perdeu o seu direito real e tornou-se conde de Rosenborg quando ele casou sem permissão real em 1971. Na Dinamarca, os privados dos seus direitos ao trono também perdem a sua posição real e os seus títulos reais. Ingolf e Cristiano não estão a ser referidos como príncipes, mas sim condes, salvo num contexto histórico a partir do período antes de eles perderem os seus direitos. Só a filha de Canuto, a princesa Isabel, detém os seus direitos ao trono, com o título de "Princesa da Dinamarca".
A irmã de Margarida II da Dinamarca, a princesa Ana Maria da Dinamarca, casou com o rei deposto Constantino II da Grécia em 1964. Tendo em conta o facto de que ela estava a casar-se com um governante estrangeiro, o rei Frederico IX decidiu que nem Ana Maria e nem os filhos dela teriam qualquer direito ao trono dinamarquês. Quando a outra irmã da rainha, a Princesa Benedita da Dinamarca, casou com o príncipe Ricardo de Sayn-Wittgenstein-Berleburg, em 1968, o rei Frederico IX da Dinamarca decretou que os seus filhos teriam de vir residir na Dinamarca para deterem o direito sucessório. Uma vez que a condição não foi cumprida, as três crianças não têm direito ao trono dinamarquês. Não é claro (e provavelmente irrelevante) se os seus netos terão direitos de sucessão se vierem residir para a Dinamarca.
Antes de 1953, vários descendentes do rei Cristiano IX da Dinamarca, Sogro da Europa tinham direito sucessório, na Dinamarca. A nova Lei de Sucessão retirou-lhes esses direitos, mas deixou as pessoas envolvidas na posse dos seus títulos. Isso criou uma classe de pessoas com títulos reais, mas sem nenhum direito ao trono. Como uma distinção, aqueles com direito a herdar o trono são chamados de "Prins til Danmark" (Príncipe da Dinamarca), enquanto que aqueles sem direitos de sucessão são referidos como "Prins af Danmark" (Príncipe da Dinamarca).
Apesar de as famílias reais grega, norueguesa e britânica serem, genealogicamente, parte da família real dinamarquesa, eles não são descendentes Cristiano X da Dinamarca e, logo não têm quaisquer direitos ao trono dinamarquês. A família real norueguesa deixou de utilizar quaisquer referências da Dinamarca, nos seus títulos, mas a família real grega continua a usar o título de "Príncipe da Grécia e da Dinamarca".
O Parlamento Dinamarquês votou recentemente e unanimemente a favor de uma nova lei sobre o direito sucessório, que permite que o herdeiro ao trono seja o primogénito, mas que possa ser de qualquer de ambos os sexos, deixando de existir a preferência do sexo masculino, semelhante ao que acontece na linha de sucessão ao trono da Suécia e na linha de sucessão ao trono da Noruega. Antes que seja aprovada, a lei também deve ser votada até à próxima legislatura, antes de finalmente ser submetida a um referendo.